# 1789年アメリカ合衆国大統領選挙
1789年アメリカ合衆国大統領選挙（1789ねんアメリカがっしゅうこくだいとうりょうせんきょ、英語: United States presidential election, 1789）は、1789年1月7日および2月4日に行われたアメリカ合衆国の大統領および副大統領の選挙（第1回）である。

## 概要
1776年に独立した合衆国は、1781年に発効した連合規約によって国家運営を行っていた。しかし、連合規約は13州の主権を尊重していたことから各州間の利害調整を果たすことができず、連合規約に代わるより中央集権的な新しい国家憲章を求める意見が高まった。
その結果、1787年に開催されたフィラデルフィア憲法制定会議において中央政府の権限を強化した合衆国憲法を制定し、翌1788年施行した。
合衆国憲法は大統領は元首であり、中央政府の代表として選挙で選出することを規定したため、1788年から1789年にかけて大統領選挙を実施することを決定した。
建国当時は政党は存在せず、合衆国憲法批准を支持した連邦党と批准に反対した反行政党のグループに分類されたが、両グループともジョージ・ワシントンを大統領に支援することで一致した。

## 選挙データ

### 投票日
- 選挙人選出　　：1789年1月7日
- 正副大統領選出：1789年2月4日

連合会議は1788年9月13日、1月第1水曜日までに各州で選挙人を選出し、2月第1水曜日に選挙人による正副大統領選挙投票の実施を決定した。
1. ニューハンプシャー州とマサチューセッツ州は、それぞれ12月15日と12月18日に、下院議員選挙と同時に選挙人選出の一般投票が行われた。これらの州では、投票結果に基づいて州議会が1月7日に選挙人を選出した。
2. デラウェア州、メリーランド州、ペンシルベニア州およびバージニア州は、1月7日の一般投票で選挙人を選出した。
3. コネチカット州、ジョージア州、サウスカロライナ州およびニュージャージー州は、州議会が1月7日に選挙人を選出した。
4. ニューヨーク州は1月7日までに選挙人選出の選挙法が成立できなかったため、選挙人を選出できなかった。
5. ノースカロライナ州とロードアイランド州は合衆国憲法に未批准のため大統領選挙に参加しなかった

### 選挙制度
- 正副大統領選出：選挙人による間接選挙

最多得票者を大統領に、次点得票者を副大統領に選出する。
- 選挙人選出　　：各州選挙法の規定に基づき実施

4州が州議会による選出。6州が一般投票を実施して選出。なお、大統領候補に投票するのではなく、選挙人に投票する。

#### 投票方法
- 正副大統領選出：秘密投票、連記投票、1票制

同一候補者に2票投じることはできず、2票のうち少なくとも1票は選挙人と異なる州の出身者に投票しなければならない。
- 選挙人選出　　：各州選挙法の規定に基づき実施

#### 選挙権
- 正副大統領選出：選挙人
- 選挙人選出　　：各州法の規定に基づく

#### 被選挙権
- 正副大統領選出：満35歳以上の出生または憲法成立時の合衆国市民、および合衆国の在住期間が14年経過した者[注 2]
- 選挙人選出　　：各州法の規定に基づく

#### 州別選挙人定数・選出方法
| 州                   | 選挙人 | 選挙人 | 選挙人   | 選出日       | 選出日         | 選出方法                         |
| 州                   | 小計   | 州議会 | 一般投票 | 州議会       | 一般投票       | 選出方法                         |
| -------------------- | ------ | ------ | -------- | ------------ | -------------- | -------------------------------- |
| コネチカット州       | 7      | 7      | 0        | 1789年1月7日 | －             | 州議会による選出                 |
| ジョージア州         | 5      | 5      | 0        | 1789年1月7日 | －             | 州議会による選出                 |
| ニュージャージー州   | 6      | 6      | 0        | 1789年1月7日 | －             | 州議会による選出                 |
| ニューヨーク州       | 8      | －     | －       | －           | －             | 選挙人の選挙法が不成立           |
| サウスカロライナ州   | 7      | 7      | 0        | 1789年1月7日 | －             | 州議会による選出                 |
| マサチューセッツ州   | 10     | 10     | 0        | 1789年1月7日 | 1788年12月18日 | 州議会による選出                 |
| ニューハンプシャー州 | 5      | 0      | 5        | 1789年1月7日 | 1788年12月15日 | 一般投票による選出（小選挙区制） |
| バージニア州         | 12     | 0      | 12       | －           | 1789年1月7日   | 一般投票による選出（小選挙区制） |
| デラウェア州         | 3      | 0      | 3        | －           | 1789年1月7日   | 一般投票による選出（小選挙区制） |
| メリーランド州       | 8      | 0      | 8        | －           | 1789年1月7日   | 一般投票による選出（中選挙区制） |
| ペンシルベニア州     | 10     | 0      | 10       | －           | 1789年1月7日   | 一般投票による選出（大選挙区制） |
| ノースカロライナ州   | －     | －     | －       | －           | －             | 合衆国憲法に未批准               |
| ロードアイランド州   | －     | －     | －       | －           | －             | 合衆国憲法に未批准               |
| 選挙人計             | 81     | 43     | 38       |              |                |                                  |

### 同日執行の選挙

#### 国政選挙
- 1788-1789年アメリカ合衆国上院議員選挙
- 1788-1789年アメリカ合衆国下院議員選挙

## 選挙活動

### 候補者

#### 無所属
大統領候補
| ジョージ・ワシントン |
| -------------------- |
|                      |
| 大陸会議議長         |
| バージニア州         |

#### 親政府グループ
副大統領候補
| ジョン・アダムズ             | ジョン・ジェイ             | ジョン・ラトリッジ       |
| ---------------------------- | -------------------------- | ------------------------ |
|                              |                            |                          |
| 駐英大使                     | 外務長官                   | 前サウスカロライナ州知事 |
| マサチューセッツ州           | ニューヨーク州             | サウスカロライナ州       |
| ジョン・ハンコック           | サミュエル・ハンティントン | ベンジャミン・リンカーン |
|                              |                            |                          |
| マサチューセッツ州知事       | コネチカット州知事         | マサチューセッツ州副知事 |
| マサチューセッツ州           | コネチカット州             | マサチューセッツ州       |
| ジェームズ・アームストロング | ロバート・H・ハリソン      | ジョン・ミルトン         |
|                              |                            |                          |
| 元大陸軍中尉                 | 裁判官                     | ジョージア州州務長官     |
| ジョージア州                 | メリーランド州             | ジョージア州             |

#### 反行政党
副大統領候補
| ジョージ・クリントン | エドワード・テルフェア |
| -------------------- | ---------------------- |
|                      |                        |
| ニューヨーク州知事   | 前ジョージア州知事     |
| ニューヨーク州       | ジョージア州           |

## 選挙結果
ジョージ・ワシントンは選挙人（69人）の全会一致で初代大統領に選出された。また、得票数2位のジョン・アダムズが副大統領に就任した。なお、メリーランド州選出選挙人が2名、バージニア州選出選挙人が1名が棄権した。また、バージニア州で選挙人1名が登録不備で選挙人投票期日までに選出されず、ニューヨーク州も憲法規約に批准したものの州議会の意見の相違から選挙人選出法が期日までに成立できなかったため、選挙人団を選出されなかった。

### 候補者別得票結果
| 選挙人投票結果（1票目） 選挙人投票結果（2票目）                 |                              |                            |                            |            |            |          |          |
| 候補者                                                          | 候補者                       | 候補者                     | 候補者                     | 選挙人投票 | 選挙人投票 | 一般投票 | 一般投票 |
| 大統領候補                                                      | 大統領候補                   | 党派                       | 出身州                     | 得票数     | 得票率     | 得票数   | 得票率   |
|                                                                 | ジョージ・ワシントン         | 無所属                     | バージニア州               | 69         | 100.0%     | 43,782   | 100.0%   |
|                                                                 | ジョン・アダムズ             | 親政府グループ             | マサチューセッツ州         | 34         | 49.28%     | －       | －       |
|                                                                 | ジョン・ジェイ               | 親政府グループ             | ニューヨーク州             | 9          | 13.04%     | －       | －       |
|                                                                 | ロバート・H・ハリソン        | 親政府グループ             | メリーランド州             | 6          | 8.70%      | －       | －       |
|                                                                 | ジョン・ラトリッジ           | 親政府グループ             | サウスカロライナ州         | 6          | 8.70%      | －       | －       |
|                                                                 | ジョン・ハンコック           | 親政府グループ             | マサチューセッツ州         | 4          | 5.80%      | －       | －       |
|                                                                 | ジョージ・クリントン         | 反行政党                   | ニューヨーク州             | 3          | 4.35%      | －       | －       |
|                                                                 | サミュエル・ハンティントン   | 親政府グループ             | コネチカット州             | 2          | 2.90%      | －       | －       |
|                                                                 | ジョン・ミルトン             | 親政府グループ             | ジョージア州               | 2          | 2.90%      | －       | －       |
|                                                                 | ジェームズ・アームストロング | 親政府グループ             | ジョージア州               | 1          | 1.45%      | －       | －       |
|                                                                 | ベンジャミン・リンカーン     | 親政府グループ             | マサチューセッツ州         | 1          | 1.45%      | －       | －       |
|                                                                 | エドワード・テルフェア       | 反行政党                   | ジョージア州               | 1          | 1.45%      | －       | －       |
|                                                                 | 欠員票数                     | 欠員票数                   | 欠員票数                   | 18         | －         | －       | －       |
| 総計                                                            | 総計                         | 総計                       | 総計                       | 156        | 100.0%     | 43,782   | 100.0%   |
| 投票総数（投票率）                                              | 投票総数（投票率）           | 投票総数（投票率）         | 投票総数（投票率）         | 156        | 96.30%     | 43,782   | 11.6%    |
| 棄権票・棄権者数（棄権率）                                      | 棄権票・棄権者数（棄権率）   | 棄権票・棄権者数（棄権率） | 棄権票・棄権者数（棄権率） | 6          | 3.70%      |          | 88.4%    |
| 有権票・有権者数                                                | 有権票・有権者数             | 有権票・有権者数           | 有権票・有権者数           | 162        | 100.0%     |          | 100.0%   |
| 出典：The Electoral Count for the Presidential Election of 1789 |                              |                            |                            |            |            |          |          |

### 州別一般投票結果

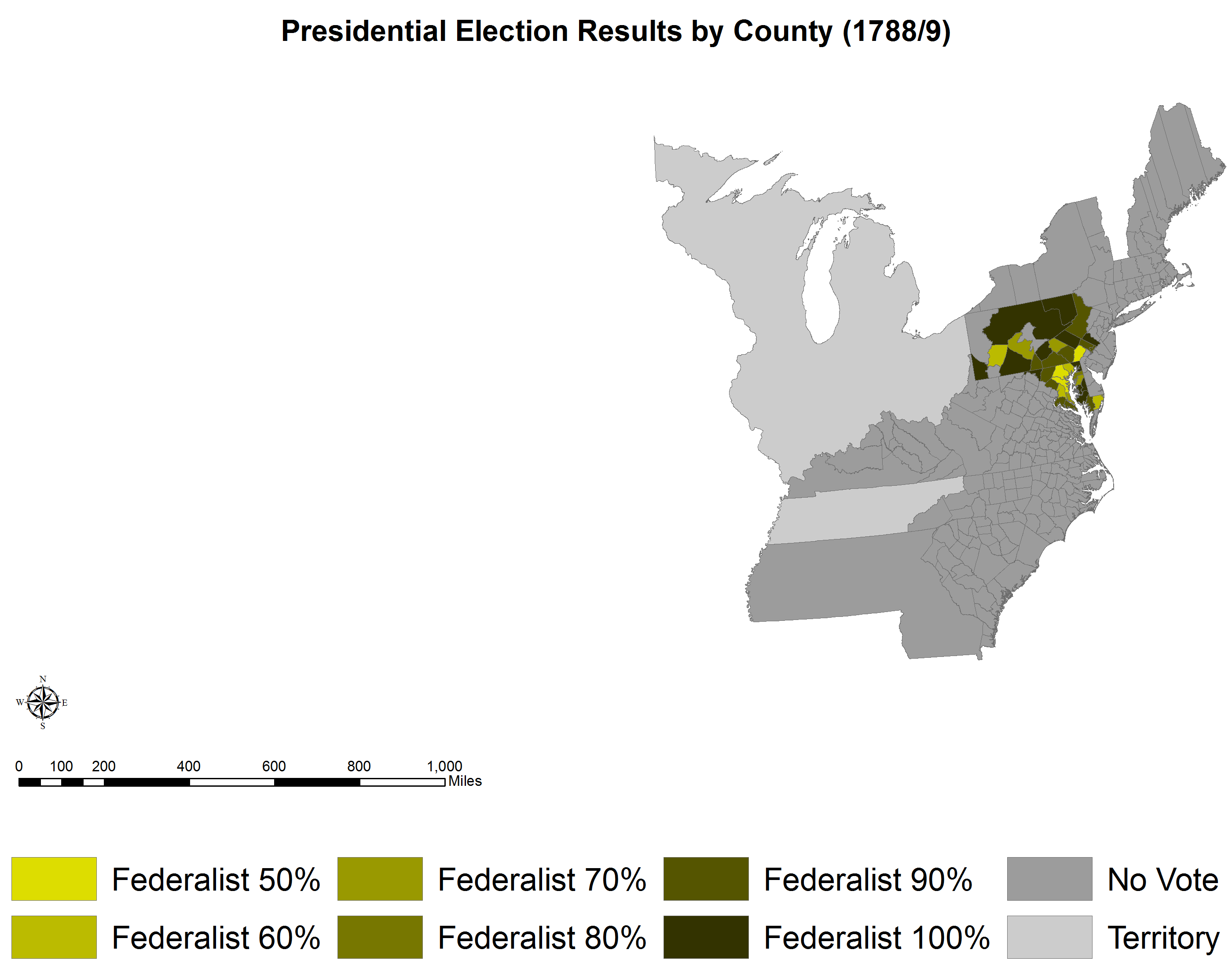
郡別一般投票結果
親政府G：50% 親政府G：60% 親政府G：70%
親政府G：80% 親政府G：90%以上
一般投票未実施州 植民地 憲法未批准

| 親行政Gが勝利した州 |

| コネチカット州                                   | 7  | －     | －     | 0 | －    | －     | 7  | －     |
| デラウェア州                                     | 3  | 685    | 100.0% | 0 | 0     | 0.00%  | 3  | 685    |
| ジョージア州                                     | 4  | －     | －     | 1 | －    | －     | 5  | －     |
| メリーランド州                                   | 8  | 5,539  | 71.63% | 0 | 2,193 | 28.37% | 8  | 7,732  |
| マサチューセッツ州                               | 10 | 17,740 | 100.0% | 0 | 0     | 0.00%  | 10 | 17,740 |
| ニューハンプシャー州                             | 5  | 5,909  | 100.0% | 0 | 0     | 0.00%  | 5  | 5,909  |
| ニュージャージー州                               | 6  | －     | －     | 0 | －    | －     | 6  | －     |
| ニューヨーク州                                   | 0  | －     | －     | 0 | －    | －     | 0  | －     |
| ペンシルバニア州                                 | 10 | 6,711  | 90.90% | 0 | 672   | 9.10%  | 10 | 7,383  |
| サウスカロライナ州                               | 7  | －     | －     | 0 | －    | －     | 7  | －     |
| バージニア州                                     | 8  | 3,040  | 70.16% | 3 | 1,293 | 29.84% | 11 | 4,333  |
| 総計                                             | 68 | 39,624 | 90.50% | 4 | 4,158 | 9.50%  | 72 | 43,782 |
| 出典：Our Campaigns - US President National Vote |    |        |        |   |       |        |    |        |

### 州別選挙人投票結果
| ワシントンが勝利した州 |

| 州                                                                 | ワシントン | アダムズ | ジェイ | ハリソン | ラトリッジ | ハンコック | クリントン | ハンティントン | ミルトン | アームストロング | リンカーン | テルフェア | 投票計 | 欠員 | 棄権 | 定数 |
| ------------------------------------------------------------------ | ---------- | -------- | ------ | -------- | ---------- | ---------- | ---------- | -------------- | -------- | ---------------- | ---------- | ---------- | ------ | ---- | ---- | ---- |
| コネチカット州                                                     | 7          | 5        | 0      | 0        | 0          | 0          | 0          | 2              | 0        | 0                | 0          | 0          | 14     | 0    | 0    | 7    |
| デラウェア州                                                       | 3          | 0        | 3      | 0        | 0          | 0          | 0          | 0              | 0        | 0                | 0          | 0          | 6      | 0    | 0    | 3    |
| ジョージア州                                                       | 5          | 0        | 0      | 0        | 0          | 0          | 0          | 0              | 2        | 1                | 1          | 1          | 10     | 0    | 0    | 5    |
| メリーランド州                                                     | 6          | 0        | 0      | 6        | 0          | 0          | 0          | 0              | 0        | 0                | 0          | 0          | 6      | 0    | 2    | 8    |
| マサチューセッツ州                                                 | 10         | 10       | 0      | 0        | 0          | 0          | 0          | 0              | 0        | 0                | 0          | 0          | 20     | 0    | 0    | 10   |
| ニューハンプシャー州                                               | 5          | 5        | 0      | 0        | 0          | 0          | 0          | 0              | 0        | 0                | 0          | 0          | 10     | 0    | 0    | 5    |
| ニュージャージー州                                                 | 6          | 1        | 5      | 0        | 0          | 0          | 0          | 0              | 0        | 0                | 0          | 0          | 12     | 0    | 0    | 6    |
| ニューヨーク州                                                     | －         | －       | －     | －       | －         | －         | －         | －             | －       | －               | －         | －         | －     | 8    | －   | 8    |
| ペンシルバニア州                                                   | 10         | 8        | 0      | 0        | 0          | 2          | 0          | 0              | 0        | 0                | 0          | 0          | 20     | 0    | 0    | 10   |
| サウスカロライナ州                                                 | 7          | 0        | 0      | 0        | 6          | 1          | 0          | 0              | 0        | 0                | 0          | 0          | 14     | 0    | 0    | 7    |
| バージニア州                                                       | 10         | 5        | 1      | 0        | 0          | 1          | 3          | 0              | 0        | 0                | 0          | 0          | 20     | 1    | 1    | 12   |
| 総計                                                               | 69         | 34       | 9      | 6        | 6          | 4          | 3          | 2              | 2        | 1                | 1          | 1          | 138    | 9    | 3    | 81   |
| 出典：1789-Counting The Votes.com, The Papers of George Washington |            |          |        |          |            |            |            |                |          |                  |            |            |        |      |      |      |